# Hichisō
Hichisō (七宗町, Hichisō-chō) est un bourg du district de Kamo, dans la préfecture de Gifu, au Japon.

## Histoire
Au 1er mai 2014, la population de Hichisō s'élevait à 4 037 habitants répartis sur une superficie de 90,47 km2.